# الموجة المكسيكية

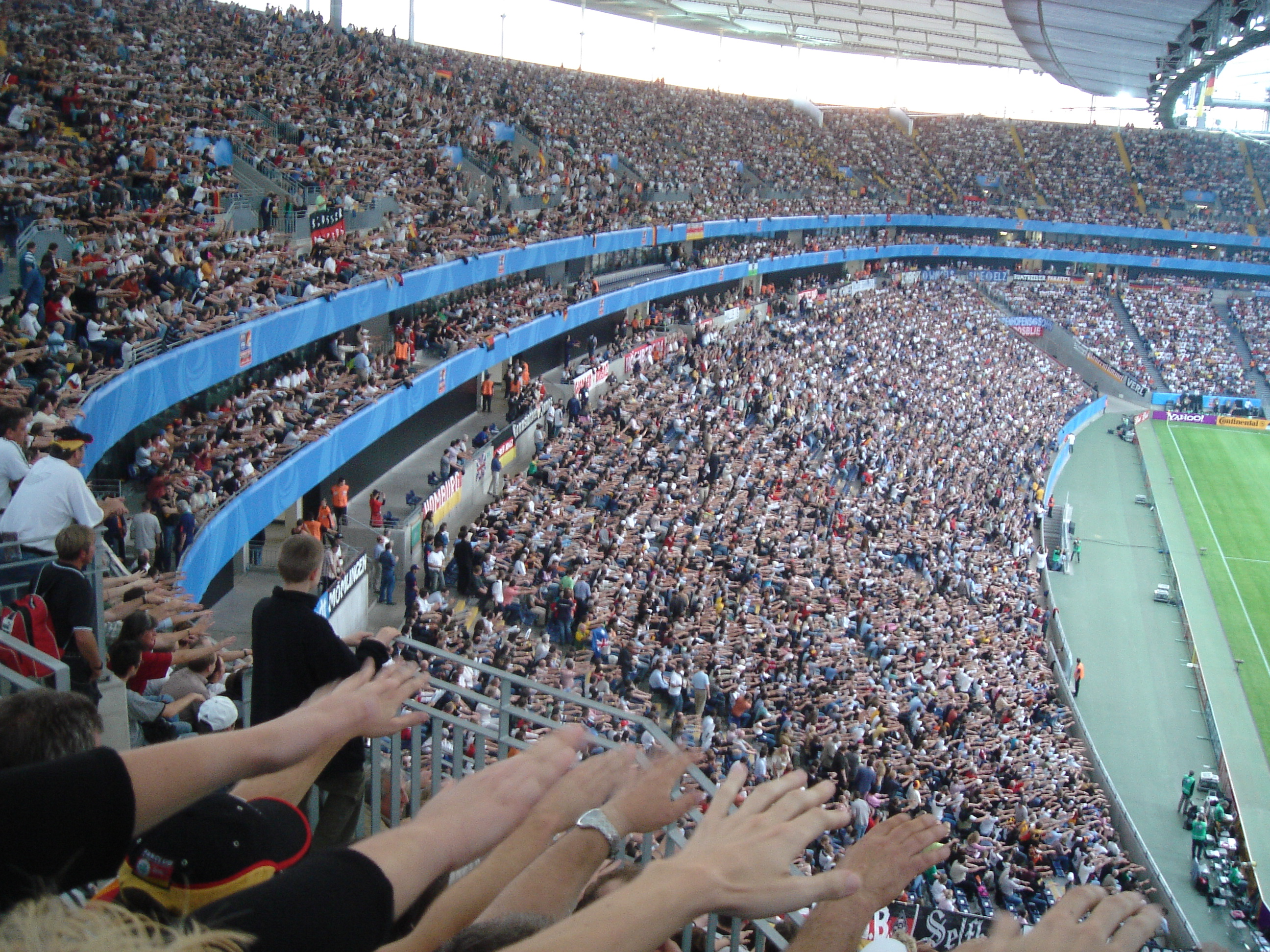
صورة لحشد من الجمهور أثناء أدائهم للموجة المكسيكية خلال أطوار إحدى مباريات كأس القارات 2005 في فرانكفورت.

الأولا أو الموجة المكسيكية أو ببساطة الموجة (بالإسبانية: Ola)، هي عبارة عن حركة جماعية منسقة يقوم بها حشد من الأشخاص في آن واحد وفقا لإيقاع معين، بهدف التشجيع والمساندة، تؤدى بشكل رئيسي في الملاعب الرياضية أثناء اللقاءات الرياضية، وأيضا في التجمعات الضخمة الهامة.

## مفهوم الأولا (الموجة)
حركة الموجة هي حركة جماعية يكثر استعمالها في التجمعات الرياضية الضخمة، يتم أداؤها من قبل المتفرجين، حيث يقفون صفا بصف رافعين أيديهم بشكل تسلسلي يشبه لعبة الدومينو، وفقا لإيقاع معين مماثل لشكل الموجة، ثم يعودون إلى وضعية الجلوس في الوقت الذي يؤدي الأشخاص المجاورين لهم للحركة دائما وفقا لإيقاع الموجة (ومن هنا جاء اسم الأولا (ola) بالإسبانية التي تعني الموجة).
غالبا ما يرافق الحركة ترديد الجمهور لعبارة: «Oohlaa!»
يمكن للحركة أن تنتشر عبر الحشد على شكل دوائر على طول مساحة مدرجات الملعب. في حالة تجمع بشري غير دائري فيمكن ملاحظة تأثير الصدى، يتم خلال ذلك إستئناف الحركة من الاتجاه المعاكس لانطلاقها.
تختلف الآراء حول أصل حركة الموجة. ويبدو أنها قُدّمت بمناسبة مباراة لكرة القدم الأمريكية في ملعب ميشيغان في سنة 1983، في العام التالي لوحظت أول «موجة» في ملعب لكرة القاعدة في الدوري الرئيسي في ديترويت في مباراة تندرج في إطار التصفيات.
أخذت هذه الظاهرة شهرة واسعة في جميع أنحاء العالم خلال نهائيات كأس العالم في كرة القدم سنة 1986 بالمكسيك ، خلال هذه المناسبة أخذت ظاهرة الأولا اسمها من الكلمة الإسبانية ola  التي تعني الموجة باللغة العربية ، في حين يسميها الأمريكيون بالموجة(the Wave) أو (the Mexican wave في اللغة الإنجليزية البريطانية).

## أرقام قياسية
- سجلت أول أكبر موجة مكسيكية (أولا) حتى الآن في دورة الألعاب الأوليمبية لسنة 2000 والتي أقيمت بسيدني، حيث قام نحو 110 ألف شخص بموجة بعكس اتجاه عقارب الساعة وموجتين متزامنتين في الاتجاه المعاكس.
- خلال حدث جميعا لاستعادة الصحة النفسية و\أو الخوف(Rally to Restore Sanity and/or Fear) الذي نظم في 30 أكتوبر 2010، شارك أكثر من 210 ألف شخص في موجة بقيادة برنامج مدمرو الخرافات ممثلا بجيمي هاينمان وآدم سافاج .

## دراسة الظاهرة
يبدو أن «الأولا» تستجيب للخصائص الثابتة، لذلك من السهل نمذجتها. وهذا مافعله في سنة 2002 كل من تاماس فيكسيك وإ.فاركاس ود.هيلبينغ من جامعة يوتفوس لوراند المجرية . فبعد دراسة البعض من أشرطة الفيديو التي توثق لحركة الموجة خاصة في المكسيك، أصبحو قادرين على وضع نماذج لها وتحديد بعض القيم المتوسطة لهذه الظاهرة :
- هناك حاجة إلى اثني عشر شخصا في المتوسط

لإطلاق الموجة؛
- في أغلب الحالات تنتشر الموجة في اتجاه عقارب الساعة؛
- متوسط السرعة هو حوالي 12 مترا في الثانية، أو 22 مقعدا في الثانية؛
- يبلغ عمقها في المتوسط حوالي 15 صفا من المقاعد.

## روابط خارجية
- دراسة جامعة بودابست  (بالإنجليزية)